# HMS Gardenia (K99)
«Гарденія» (K99) (англ. HMS Gardenia (K99) — військовий корабель, корвет типу «Флавер» Королівського військово-морського флоту Великої Британії за часів Другої світової війни.
Корвет «Гарденія» був закладений 20 вересня 1939 року на верфі компанії William Simons & Co. Ltd. у Ренфрю. 10 квітня 1940 року він був спущений на воду, а 24 травня 1940 року увійшов до складу Королівських ВМС Великої Британії.